# Rafał Brzozowski
Rafał Brzozowski (Varsovia, Polonia, 8 de junio de 1981) es un cantante polaco.

## Biografía
Rafał Brzozowski saltó a la fama en 2002 con su participación en el concurso de talentos Szansa na sukces. En los años posteriores se incorporó a las formaciones musicales Emigranci y De Mono.
En 2011, participó en la primera edición del programa La Voz de Polonia, incorporándose al equipo de Andrzej Piaseczny y quedando eliminado poco antes de la final. Tras la experiencia en The Voice, el cantante firmó un contrato discográfico con Universal Music Polska, con el que en 2012 lanzó su sencillo debut Tak blisko, que ganó el premio a la canción del verano en los Eska Music Awards. Su álbum debut homónimo alcanzó el número 12 en las listas polacas y fue certificado de platino por Związek Producentów Audio-Video con más de 30 000 copias vendidas en todo el país.
En 2014, su segundo álbum, Mój czas, fue lanzado y alcanzó el puesto 30 en la clasificación OLiS y un disco de oro con 15 000 copias vendidas en Polonia, seguido más tarde en el mismo año por el disco navideño Na święta. En 2016, lanzó el álbum Borysewicz & Brzozowski junto al cantante y multiinstrumentista Jan Borysewicz.
Rafał Brzozowski participó en Krajowe Eliminacje 2017, el programa de selección del representante polaco para el Festival de Eurovisión, terminando en segundo lugar con su inédito Sky Over Europe. En el mismo año, su quinto álbum Moje serce to jest muzyk, czyli polskie standardy alcanzó el puesto 36 en las listas polacas.
En 2020 presentó el Festival de la Canción de Eurovisión Junior 2020. En marzo de 2021, la cadena de televisión polaca TVP confirmó que había sido seleccionado internamente como representante nacional en el Festival de Eurovisión 2021 con la canción The Ride.

## Discografía

### Álbumes
| Título                                            | Detalles                                                                                                |
| ------------------------------------------------- | --- |
| Tak blisko                                        | - Lanzamiento: 7 de agosto de 2012 - Formato: Descarga digital, CD - Sello: Universal Music Polska      |
| Mój czas                                          | - Lanzamiento: 30 de septiembre de 2014 - Formato: Descarga digital, CD - Sello: Universal Music Polska |
| Na święta                                         | - Lanzamiento: 25 de noviembre de 2014 - Formato: Descarga digital, CD - Sello: Universal Music Polska  |
| Borysewicz & Brzozowski (con Jan Borysewicz)      | - Lanzamiento: 27 de noviembre de 2015 - Formato: Descarga digital, CD - Sello: Universal Music Polska  |
| Moje serce to jest muzyk, czyli polskie standardy | - Lanzamiento: 25 de noviembre de 2016 - Formato: Descarga digital, CD - Sello: Universal Music Polska  |
| Zielone I Love You                                | - Lanzamiento: 28 de octubre de 2022 - Formato: Descarga digital, CD - Sello: Grash Music               |

### EPs
| Título                      | Detalles                                                                                                |
| --------------------------- | --- |
| Tak blisko Remixed          | - Lanzamiento: 11 de septiembre de 2012 - Formato: Descarga digital, CD - Sello: Universal Music Polska |
| Katrina Remixes feat. Liber | - Lanzamiento: 29 de noviembre de 2012 - Formato: Descarga digital, CD - Sello: Universal Music Polska  |

### Sencillos
| Título                                      | Año  | Álbum                   |
| ------------------------------------------- | ---- | ----------------------- |
| "Tak blisko"                                | 2012 | Tak blisko              |
| "Katrina" (featuring Liber)                 | 2012 | Tak blisko              |
| "Gdy śliczna Panna"                         | 2012 | Na święta               |
| "Za mały świat"                             | 2013 | Tak blisko              |
| "Nie mam nic"                               | 2013 | Tak blisko              |
| "Za chwilę przyjdą święta"                  | 2013 | Na święta               |
| "Magiczne słowa"                            | 2014 | Mój czas                |
| "Świat jest nasz"                           | 2014 | Mój czas                |
| "Linia czasu"                               | 2014 | Mój czas                |
| "Kto"                                       | 2015 | Mój czas                |
| "Jeden tydzień"                             | 2015 | Mój czas                |
| "Słowa na otarcie łez" (con Jan Borysewicz) | 2015 | Borysewicz & Brzozowski |
| "Zaczekaj – tyle kłamstw co prawd"          | 2016 |                         |
| "Sky Over Europe"                           | 2017 |                         |
| "Już wiem"                                  | 2017 |                         |
| "Gentleman"                                 | 2020 |                         |
| "The Ride"                                  | 2021 |                         |
| "Głośniej"                                  | 2021 |                         |
| "W kinie"                                   | 2022 | Zielone I Love You      |
| "W zimnych dłoniach chęć"                   | 2022 | Zielone I Love You      |